# Thorkild Thyrring
Pas d'image ? Cliquez ici
Thorkild Thyrring, né le 24 octobre 1946 à Copenhague, est un pilote automobile danois. Il a participé à neuf reprises aux 24 Heures du Mans.

## Biographie
Thorkild Thyrring parvient en sport automobile en 1973 en pilotant en Formule Ford Euroseries. Suit ensuite une saison blanche puis il accède à la Formule 3 avec le championnat d'Angleterre BARC (en) BP Super Visco F3 ainsi que le championnat d'Italie de Formule 3. Il poursuit l'engagement britannique en 1976 en ajoutant le championnat d'Europe de Formule 3, schéma qui restera inchangé jusqu'à la fin de la saison 1978, avec une exception l’année précédente avec le championnat de Suède de Formule 3.
Après ces engagements, sa carrière s'interrompt et ne reprend qu'en 1984 par là où elle s'était arrêté, c'est-à-dire avec la Formule 3 nord-européenne, tout en participant au championnat néerlandais de Sports 2000.
Sa carrière vient à s'internationaliser puisqu'il intègre le championnat du monde des voitures de sport 1985. Il reste dans le championnat jusqu'à la saison 1989 incluse. Le bilan de ces cinq saisons est le titre de vice-champion de la catégorie C2 acquis lors de la saison 1988 ainsi que ces quatre premières participation.aux 24 Heures du Mans. Il abandonne trois fois et se classe dixième lors de l'édition 1987 avec l'écurie compatriote Tiga Race Cars. Il participe également au championnat scandinave des voitures de tourisme 1988.
Arrive alors une nouvelle césure dans sa carrière puisqu'il ne retrouve la sport automobile qu'en 1992 avec Toyota dans le championnat britannique des voitures de tourisme où il termine 17e. Il retrouve les 24 Heures du Mans l'année suivante avec Lotus, puis persévère dans la classique mancelle en 1994 et 1995 avec Corvette, avec à la clé trois abandons. Toujours en 1993, il découvre avec réussite le British GT Championship (en) puisqu'il est sacré champion de la classe D, puis de la classe B l'année suivante et enfin de la catégorie reine, la classe A, en 1995. C'est durant cette même année qu'il débute en Global GT Championship où il pilote durant deux saisons.
On le retrouve ensuite dans le championnat international des voitures de sport 1998, où il ne dispute que quatre courses, l'incitant à revenir sporadiquement en British GT Championship avant de retrouver ce premier lors de la saison 2000. Toujours en 2000, il revient au pays et dispute le championnat danois des voitures de tourisme jusqu'en 2003, avec pour bilan une victoire et cinq podiums.
Il retrouve l’endurance automobile en 2004 avec les Le Mans Endurance Series : il obtient une troisième place GT lors des 1 000 kilomètres de Silverstone 2004. Il se maintient dans cette compétition en GT2 jusqu'à la saison 2007, obtenant de nouveau un podium aux 1 000 kilomètres de Silverstone en 2005. Surtout, il retrouve pour la dernière fois les 24 Heures du Mans au volant d'une Porsche 911 GT3 RSR (996). Il termine ainsi 19e en 2005 avant d'abandonner pour sa dernière participation lors de l’édition 2006, son septième en neuf participations,.

## Distinctions
Dans sa carrière, Thorkild Thyrring a reçu à quatre reprises la médaille d'or de l'Union sportive danoise de l'automobile. Il a reçu d'autres distinctions, à l'intar de l'Automobil Sports Club (ASK), l'Hölzer Cup (3 fois) et le Gold Needle (deux fois).

## Palmarès
- Championnat du monde des voitures de sport : Vice-champion C2 en 1988 ;
- British GT Championship (en) : Champion GT1 1995.

## Résultats en compétition automobile

### Résultats aux 24 Heures du Mans
| Année | Équipe                              | Équipiers                      | Voiture                        | Classe | Tours | Pos. | Class Pos. |
| ----- | ----------------------------------- | ------------------------------ | ------------------------------ | ------ | ----- | ---- | ---------- |
| 1986  | Roy Baker Racing Tiga               | Nick Nicholson John Sheldon    | Tiga GC286                     | C2     | 125   | Abd  | Abd        |
| 1987  | Team Tiga Ford Denmark              | John Sheldon Ian Harrower      | Tiga GC287                     | C2     | 271   | 10e  | 4e         |
| 1988  | Spice Engineering                   | Almo Coppelli Eliseo Salazar   | Spice SE88C                    | C2     | 281   | Abd  | Abd        |
| 1989  | Spice Engineering                   | Wayne Taylor Tim Harvey        | Spice SE89C                    | C2     | 150   | Abd  | Abd        |
| 1994  | Lotus Sport Chamberlain Engineering | Klaas Zwart Andreas Fuchs      | Lotus Esprit S300              | GT2    | 28    | Abd  | Abd        |
| 1995  | Agusta Racing Team                  | Almo Coppelli Patrick Bourdais | Callaway Corvette Supernatural | GT2    | 96    | Abd  | Abd        |
| 2005  | Sebah Automotive Ltd.               | Lars Erik Nielsen Pierre Ehret | Porsche 911 GT3 RSR (996)      | GT2    | 2003  | 19e  | 6e         |
| 2006  | Sebah Automotive Ltd.               | Christian Ried Xavier Pompidou | Porsche 911 GT3 RSR (996)      | GT2    | 2003  | Abd  | Abd        |